# Аверкиев, Павел Семёнович
Павел Семёнович Аверкиев (1889—1964) — советский партийный деятель.
Родился в д. Берёзовка Костромской губернии. Член РКП(б) с декабря 1918 года.
Образование среднее: окончил городское училище (7 классов). Работал в крестьянском хозяйстве отца. С 1911 по 1918 год служил в армии (2-я Финляндская артиллерийская бригада): рядовой (1911—1917), комиссар (1917—1918), выборный комбриг (1918). После демобилизации некоторое время снова работал в хозяйстве отца.
Дальнейший послужной список:
- 1918—1919 служба в РККА
- июнь 1919—1920 военком Павинской волости Никольского уезда Вологодской губернии, председатель волостного комитета РКП(б); секретарь Никольского уездного комитета РКП(б);
- 1920 — январь 1921 член президиума Никольского УИК;
- 27.01. — ? 1921 ответственный секретарь Северо-Двинского губкома РКП(б);
- 1921—1922 зав орг. отделом Никольского уездного исполнительного комитета;
- август 1922 — август 1923 пом. прокурора Архангельской губернии по Сольвычегодскому уезду;
- август 1923—1925 член Вятского губсуда, член нарсуда, Подосиновский район, с. Подосиновец;
- 1925 — январь 1926 член нарсуда Вохомского района, с. Вохма Северо-Двинская губерния;
- январь 1926 −01.01.1927 член президиума Вохмского РИК, с. Вохма;
- 1926 зав отделом народного образования Вохомского райисполкома;
- 1927 зав отделом здравоохранения Вохомского райисполкома;
- 1927—1928 член Вохомского нарсуда;
- 1928—1929 член Костромского губсуда;
- 1929 — август 1930 член Костромского окружного суда;
- 1930—1931 прокурор Судиславского района;
- 1931—1932 председатель Судиславской районной контрольной комиссии — РКИ;
- 1932—1934 секретарь партколлегии Вязниковской районной КК-РКИ;
- 1935—1936 инструктор Щербаковского ГК ВКП(б), Ярославская область;
- 1936—1945 член Ярославского облсуда;
- 1945—1949 председатель лагерного суда.

С 1949 года на пенсии.
Награждён 2 медалями.
Автор рукописных воспоминаний, которые хранятся в музее г. Никольска Вологодской области.